# Einschienenbahn Jacksonville
Die Einschienenbahn Jacksonville, Eigenname Jacksonville Skyway, ist eine Sattelbahn in Jacksonville (Florida). Sie stellt mit ihren acht Haltestellen auf 4,0 Kilometern Streckenlänge eine Ergänzung des bestehenden städtischen Busnetzes dar und erschließt Teile der Innenstadt. Die Skyway nahm am 5. Juni 1989 ihren kommerziellen Betrieb auf. Ihre Nutzung ist seit 2012 kostenlos, allerdings verkehrt sie nicht an Wochenenden oder Feiertagen.

### Planungen

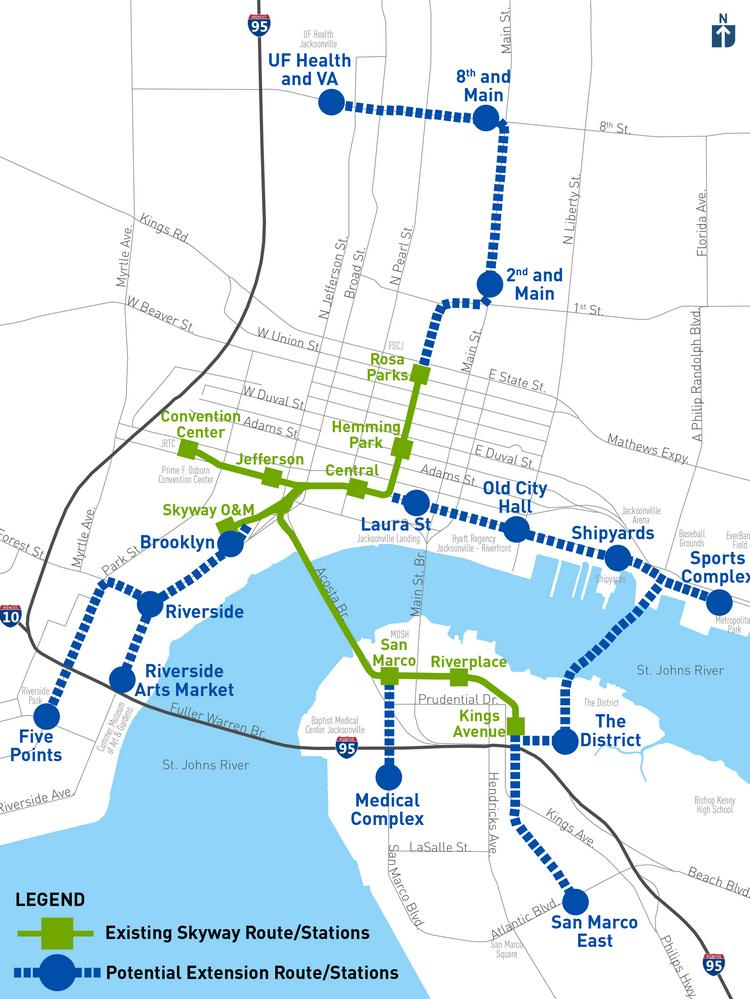
Der geplante Ausbau zum sogenannten Ultimate Urban Circulator (U2C)

## Geschichte
Im Juli 1987 beauftragte die Jacksonville Transport Authority (JTA) das französische Unternehmen Matra mit dem Bau des Abschnitts „Phase I-A“ mit drei Stationen auf einer Ost-West-Strecke in der Innenstadt, nämlich Central, Jefferson sowie Terminal Station und Convention Center (heute Jacksonville Regional Transportation Center). Die Arbeiten wurden im Mai 1989 zu einem Preis von 34,6 Millionen US-Dollar abgeschlossen und der reguläre Betrieb begann am 5. Juni. Spätere Erweiterungen waren geplant, um die Skyway nach Norden zum Florida Community College in Jacksonville (FCCJ; heute Station Rosa Parks) und dann nach Süden über den St. Johns River und die Acosta-Brücke zu führen. Die Entwicklung dieser Routen begann 1992 bzw. 1995, aber die Verhandlungen über einen neuen Vertrag mit Matra scheiterten, als der ursprüngliche auslief. Im Oktober 1994 erhielt Bombardier Transportation einen neuen Auftrag, den bestehenden Ost-West-Abschnitt mit neuer Technologie zu modernisieren und die verbleibenden Erweiterungen der Phase I abzuschließen.
Das System wurde am 15. Dezember 1996 stillgelegt, um die Matra-Technologie durch Bombardier-Ausrüstung zu ersetzen. Die älteren Wagen wurden an den O’Hare International Airport in Chicago verkauft. Die Verlängerung in Richtung Norden wurde fertiggestellt und die Haltestellen Hemming Plaza (heute James Weldon Johnson Park) und Rosa Parks Transit Station (heute Rosa Parks) hinzugefügt. Am 15. Dezember 1997 wurde die Skyway wiedereröffnet. Die südliche Streckenerweiterung wurde am 30. Oktober 1998 eröffnet und bot zuerst nur eine Verbindung zur Station San Marco an. Am 1. November 2000 wurden die Stationen Riverplace und Kings Avenue eröffnet, womit Phase I der Skyway abgeschlossen war.

## Streckenverlauf
Die Einschienenbahn Jacksonville befährt auf durchgängig zweigleisiger Strecke eine Nord-Süd-Verbindung in der Innenstadt über den St. Johns River mit einem Abzweig nach Westen zum Jacksonville Regional Transportation Center, einem Umsteigebahnhof zu Greyhound Lines und Stadtbussen. Die Strecke umfasst 8 Haltestellen, Zugdepot und Betriebswerk befinden sich mittig kurz nach dem Westabzweig am Ufer des Flusses. Sie beginnt im Norden an der Station Rosa Parks mit Umsteigemöglichkeit zu den Stadtbussen und verläuft von dort südwärts. Die Skyway biegt dann an der Hogan Street nach Westen ab. Nach der Station Central ist der Abzweig nach Westen, während sich der andere Streckenast nach Süden wendet und über die Acosta-Brücke bis zur Endstation Kings Avenue führt.

## Fahrzeuge
Die Skyway setzt von Bombardier gebaute, zweiteilige Gelenktriebwagen vom Typ UM III ein, die als Zweirichtungsfahrzeuge ausgeführt sind. Sie bieten auf 14,8 Metern Länge und 2,05 Metern Breite bei 4 Stehplätzen pro Quadratmeter insgesamt 80 Passagieren Platz, davon 16 auf Sitzplätzen. Die Höchstgeschwindigkeit der Fahrzeuge beträgt 56 km/h, das entspricht 35 Meilen pro Stunde. Theoretisch könnten die zweiteiligen Zuggarnituren in Doppeltraktion gefahren werden, was in der Praxis jedoch nicht erfolgt.

## Technik
Die ursprünglich von Matra gebaute Einschienenbahn Jacksonville ist eine nach dem Alweg-System errichtete Bahn, die ihren Betrieb vollautomatisch durchführt.

## Betrieb
Die Skyway verkehrt nur von Montag bis Freitag an Werktagen. Die Nutzung ist kostenlos, trotzdem sind die Passagierzahlen aktuell mit nur 1100 Personen täglich extrem niedrig.

## Bildergalerie

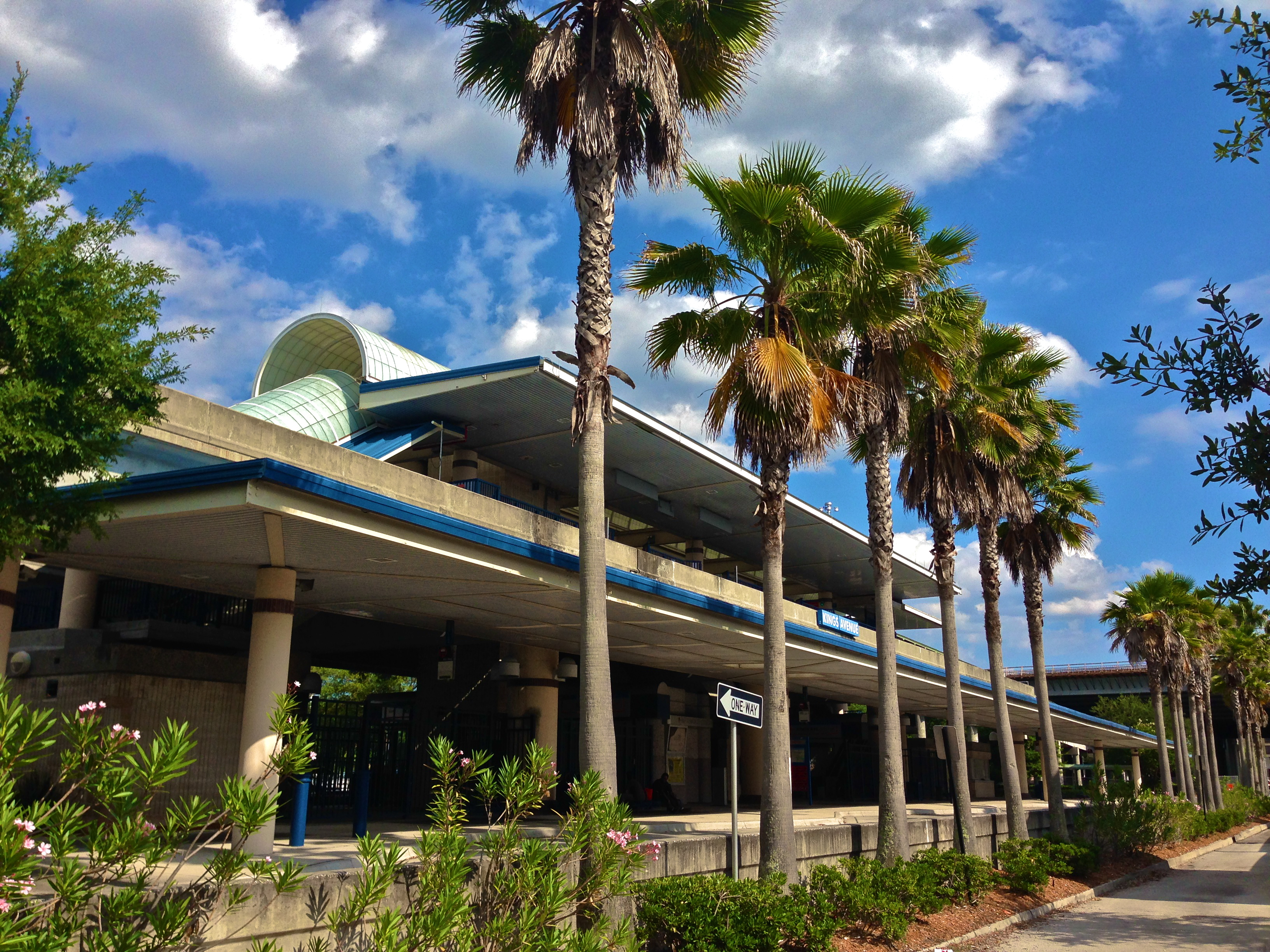
Die südliche Endstation Kings Avenue
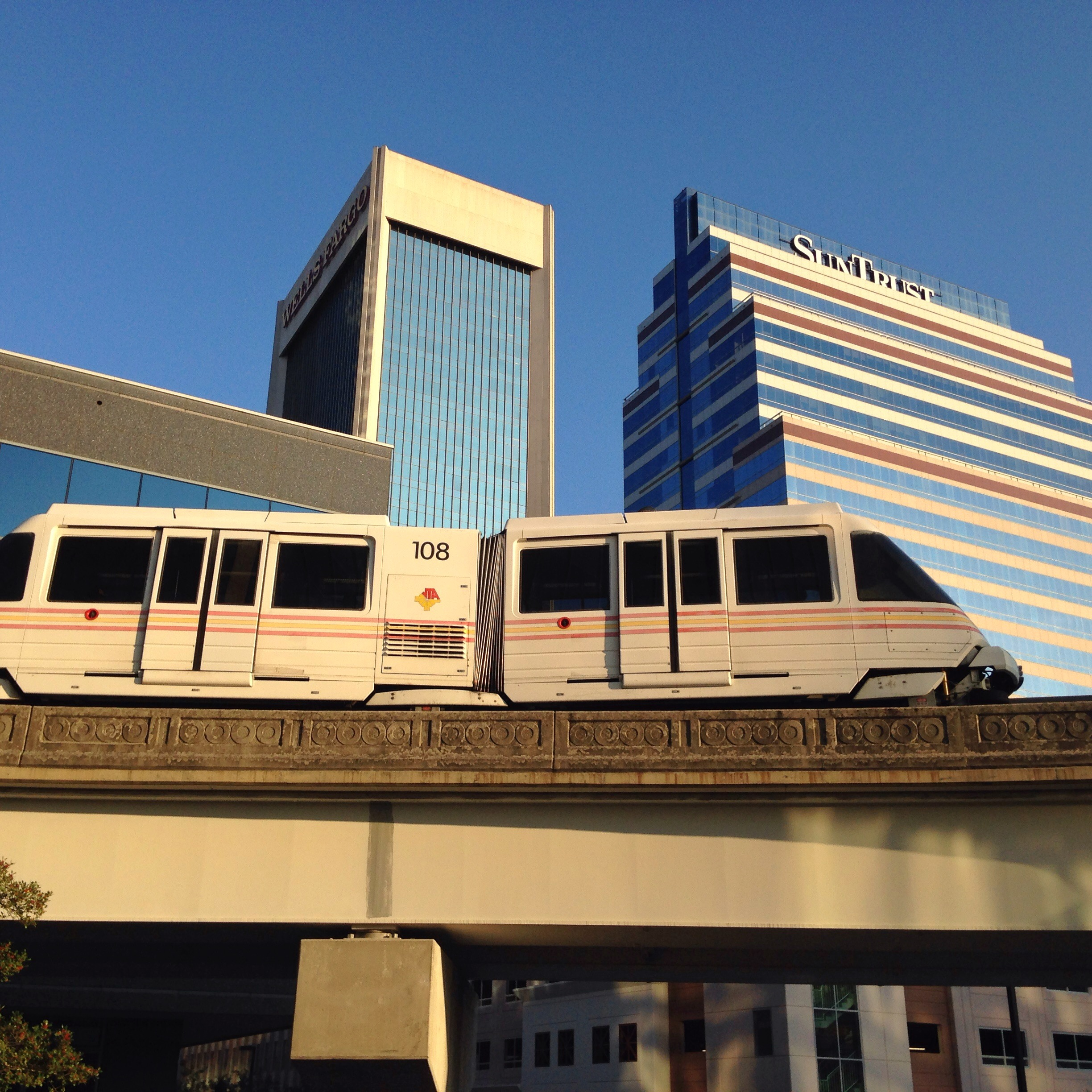
Wagen Nr. 108 mit alter Lackierung in der Kurve an der Hogan Street
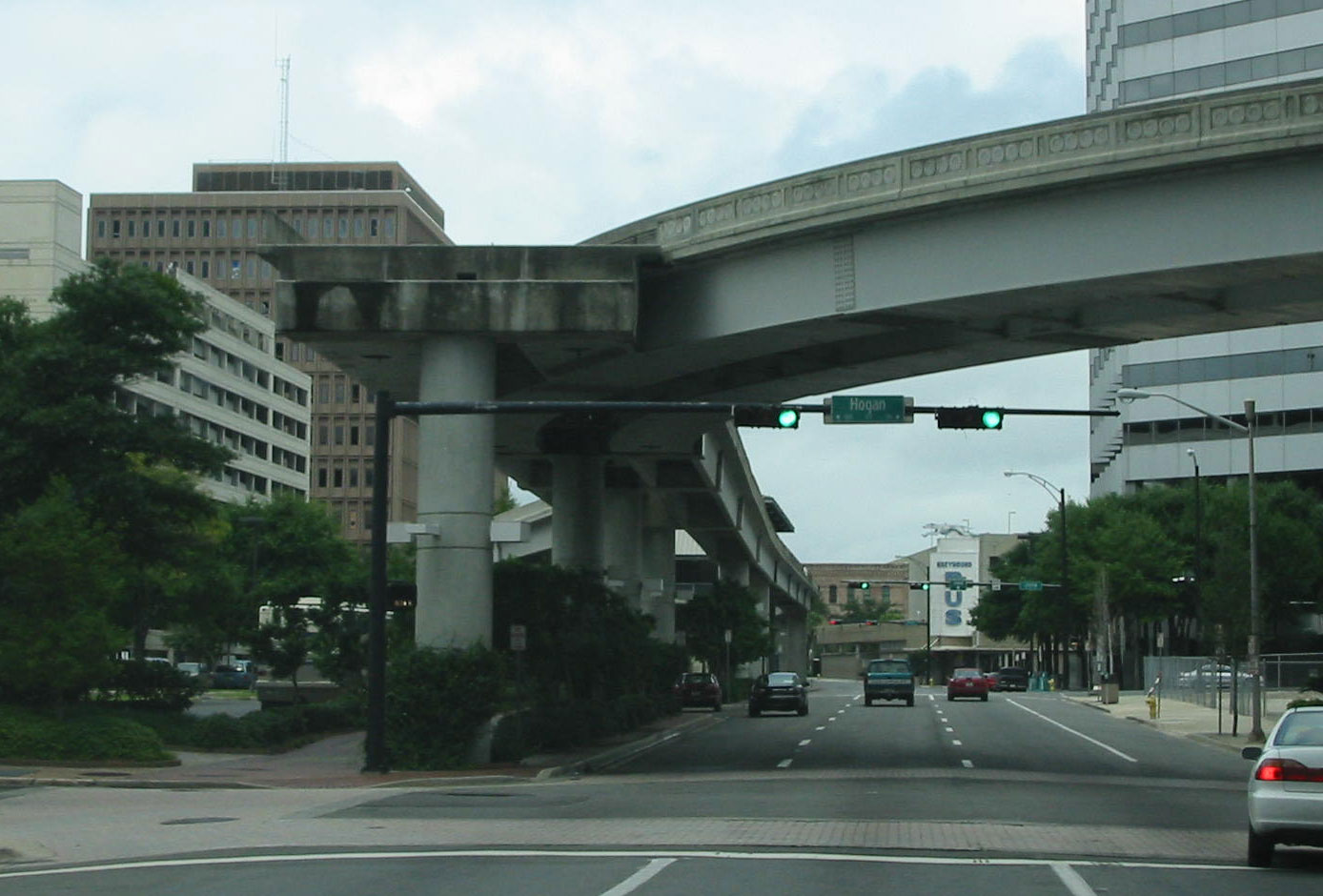
Bauvorleistung auf der Hogan Street für eine Verlängerung in Richtung EverBank Stadium